# Hanspeter Burri
Hanspeter «Hansi» Burri (* 22. Dezember 1963) ist ein ehemaliger Schweizer Fussballspieler.

## Karriere als Spieler

### Vereine
In der Saison 1979/1980 absolvierte Burri sein erstes Spiel für den FC Luzern in der damaligen Nationalliga A.
Er spielte zwischen 1979 und 1994 seine ganze Profikarriere für die erste Mannschaft des FC Luzern, wo er unter dem damaligen Trainer Friedel Rausch in der Saison 1988/89 die Schweizer Meisterschaft und 1992 im Cupfinal gegen den FC Lugano auch den Schweizer Cup gewann. Unvergessen bleibt sein Sprint mit dem Meisterpokal 1989 quer über das Spielfeld zu den Fans auf der Stehrampe.
Im Sommer 1994 beendete er seine Karriere nach 198 Meisterschaftsspielen und acht Toren für den FC Luzern.

### Nationalmannschaft
Burri absolvierte am 21. Juni 1989 sein einziges Länderspiel für die Schweizer Nationalmannschaft beim 1:0-Sieg in einem Testspiel gegen Brasilien.

## Erfolge als Spieler
- Schweizer Meister 1989 mit dem FC Luzern
- Schweizer Cupsieger 1992 mit dem FC Luzern
- Aufstieg in die Nationalliga A 1993 mit dem FC Luzern

## Sonstiges
Nach seiner Karriere war Burri 19 Jahre Stadionwirt im Stadion Allmend und im Ausweichstadion Gersag.